# Ballon de Paris
Il Ballon de Paris è un pallone frenato, che funge da attrazione turistica e strumento di consapevolezza della qualità dell'aria, installato a Parigi dal 1999 nel Parc André-Citroën. Progettato e sviluppato dalla società Aerophile, ha accolto mezzo milione di visitatori in dieci anni.